# Michael Boogerd

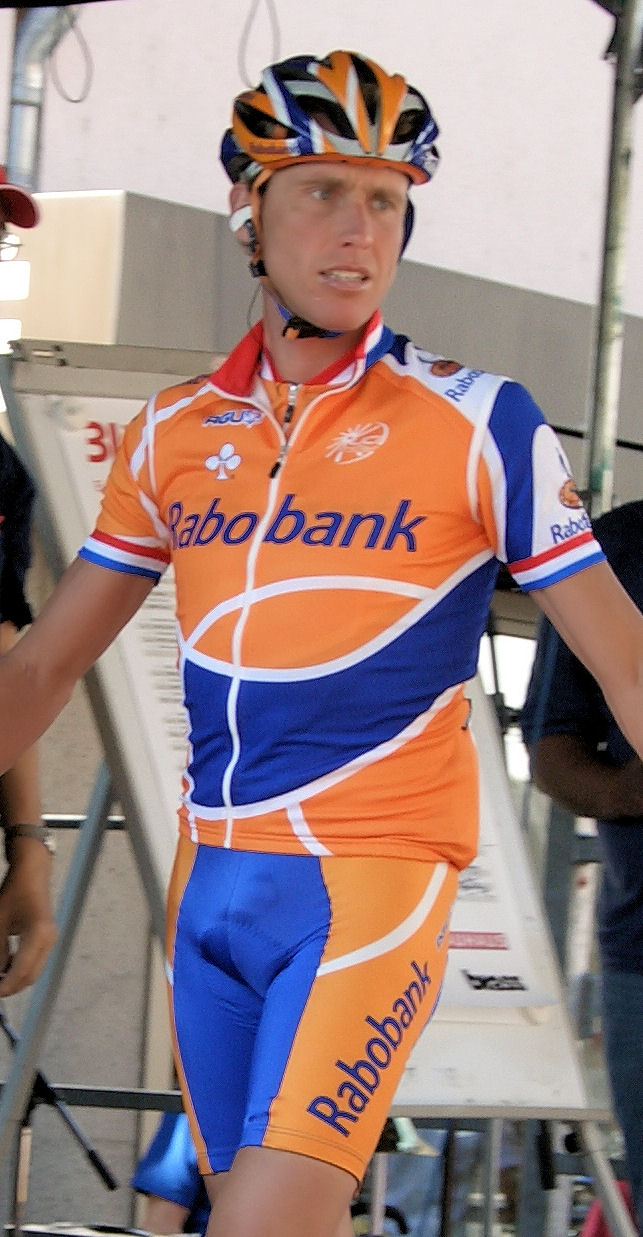
Michael Boogerd el 2007

Michael Boogerd (La Haia, 28 de maig de 1972) és un ex-ciclista neerlandès, que fou professional entre 1994 i el 2007.
Durant la seva carrera esportiva aconseguí més de 50 victòries, entre les quals destaquen dues etapes al Tour de França, la París-Niça de París-Niça i l'Amstel Gold Race de 1999. També fou tres vegades campió dels Països Baixos en ruta.
El 2013, va reconèixer haver utilitzat EPO i cortisona, com també transfusions sanguínies. El 6 de gener de 2016 l'UCI el va suspendre per dos anys per dopatge. Com que ja estava retirat, se li va prohibir qualsevol activitat relacionada amb el ciclisme. Igualment se li van retirar les victòries aconseguides entre 2005 i 2007, entre elles l'últim campionat nacional en ruta.

## Palmarès
- 1996
  - Vencedor d'una etapa al Tour de França
- 1997
  -  Campió dels Països Baixos en ruta
- 1998
  -  Campió dels Països Baixos en ruta
  - 1r a la Setmana Catalana i vencedor d'una etapa
- 1999
  - 1r a la París-Niça
  - 1r a l'Amstel Gold Race
  - 1r al Giro dell'Emilia
  - 1r a la Gran Premio Bruno Beghelli
  - 1r a Acht van Chaam
  - Vencedor d'una etapa a la Volta a la Comunitat Valenciana
  - Vencedor d'una etapa a la Volta a Euskadi
  - Vencedor d'una etapa a la Tirrena-Adriàtica
- 2001
  - 1r a la Setmana Catalana
  - 1r a la Fletxa Brabançona
  - 1r al Trofeu d'Alcúdia
  - Vencedor de 2 etapes a la Volta a la Comunitat Valenciana
  - Vencedor d'una etapa a la Tirrena-Adriàtica
  - Vencedor d'una etapa a la Volta a Renània-Palatinat
- 2002
  - Vencedor d'una etapa al Tour de França
  - Vencedor d'una etapa a la Volta als Països Baixos
- 2003
  - 1r a la Fletxa Brabançona
- 2006
  -  Campió dels Països Baixos en ruta 
  -  1r a Acht van Chaam

### Resultats al Tour de França
- 1996. 31è de la classificació general. Vencedor d'una etapa
- 1997. 16è de la classificació general
- 1998. 5è de la classificació general
- 1999. 56è de la classificació general
- 2000. Abandona (20a etapa)
- 2001. 10è de la classificació general
- 2002. 12è de la classificació general. Vencedor d'una etapa
- 2003. 32è de la classificació general
- 2004. 74è de la classificació general
- 2005. 24è de la classificació general
- 2006. 14è de la classificació general
- 2007. 12è de la classificació general

### Resultats a la Volta a Espanya
- 1995. 42è de la classificació general
- 1998. 49è de la classificació general
- 2006. Abandona (16a etapa)

### Resultats al Giro d'Itàlia
- 2002. 17è de la classificació general